# Teucholabis (Teucholabis) nigerrima
Teucholabis (Teucholabis) nigerrima is een tweevleugelige uit de familie steltmuggen (Limoniidae). De soort komt voor in het Oriëntaals gebied.